# Virgen de Rodelga

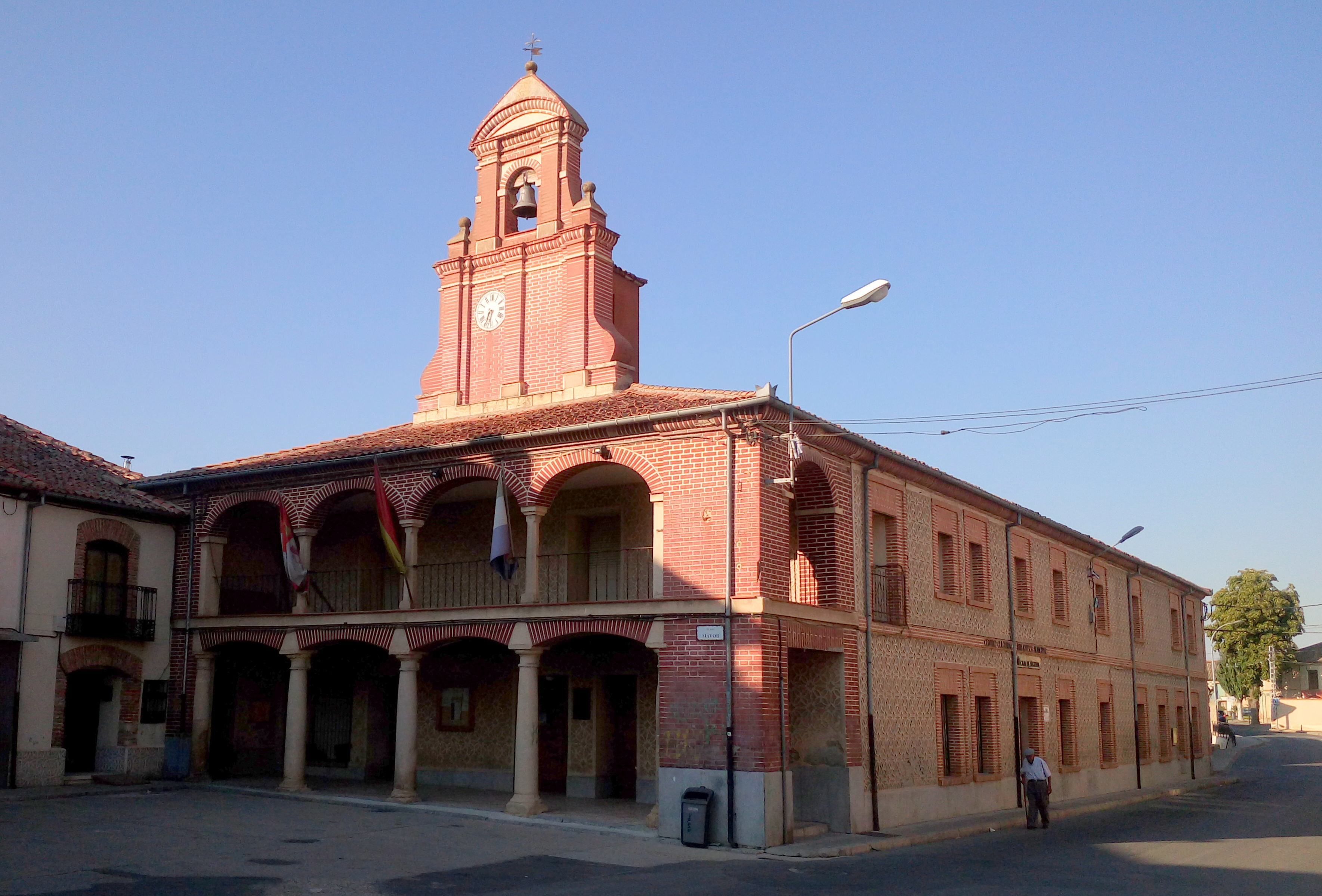
Casa consistorial de Mozoncillo, Segovia, España.

La Virgen de Rodelga o Nuestra Señora de Rodelga es una advocación de la Virgen María venerada en el municipio castellano de Mozoncillo, de la que es patrona.

## Las Fiestas
La fiesta tiene lugar cada Martes de Pentecostés, centrándose los actos alrededor de la Ermita de la Virgen de Rodelga
donde es venerada. Existe una segunda romería anual en septiembre.  
El día anterior, casi festivo en el municipio, cuando tiene lugar la ofrenda floral. Tras la ofrenda y una vez que ya ha anochecido, los habitantes mantienen viva la tradición de encender hogueras junto a la ermita y en el municipio a las 12 de la noche.
El martes, los actos se centran en el entorno de la ermita. Se celebra procesión con la imagen de la Virgen por el entorno. Esta recorre el trayecto en carroza, mientras suenan dulzainas y tamboriles y se realizan tradicionales danzas de paloteo por jóvenes. El grupo de paloteo está formado por ocho danzantes y una 'zorra', figura encargada de marcar el compás y de preparar los palos con los que se escenifican distintas figuras y ritmos, mientras se chocan unos contra otros. Tras la procesión, hay una comida campestre en el entorno. Por la tarde se celebra la novena y el momento en el que la imagen regrese a su trono, que también estará animado por los paloteos en el interior de la ermita y después de estos, la tradicional salve a la Virgen y la subida a su trono.
La devoción vuelve al paraje de la ermita de Rodelga en septiembre, cuando se celebrará una segunda romería, en esta ocasión un domingo, con actos festivos durante todo el fin de semana. El programa de la romería es muy similar al de la primera, con misa y procesión durante la mañana, animada por los paloteos, que en esta ocasión se limitarán a tres y el tradicional arco por el que entrará la imagen de la Virgen hasta su ermita. También los vecinos degustan una paella y por la tarde se celebrará la novena y la subida al trono de la imagen.

## Historia
La historia de Nuestra Señora de Rodelga es similar a la de otras muchas de la provincia de Segovia. Siguiendo la tradición tenemos que remontarnos hasta la época en la que los árabes invadían la península ibérica, cuando los asustados cristianos decidieron esconder en lugares de difícil acceso las imágenes religiosas para evitar que fueran profanadas. A esta situación histórica respondería el hecho de que los habitantes de Mozoncillo se llevaran la imagen de la Virgen fuera de la iglesia para mantenerla a salvo. El lugar que se supone que eligieron para esconderla fue el paraje conocido como Rodelga, concretamente en El Pocillo. ¿Por qué ahí? Por dos razones básicas: por una parte este lugar es una llanura, un lugar descampado que pasaría desapercibido, y, por otra, protegería a la escultura de humedades y de inclemencias climáticas.
En el siglo XIII, una vez que ya había terminado la Reconquista, casualmente se cree que un pastor o un agricultor al roturar sus tierras encontraron la imagen (lo cual no constituyó ningún hecho aislado ni fantástico, sino que bien por conocer la ubicación de las imágenes escondidas o casualmente se comenzaron a recuperar por casi toda la Península). Aunque se intentó el traslado de la imagen a Mozoncillo, los bueyes que la portaban se negaron a pasar un puente, un hecho que fue entendido por los lugareños como señal inequívoca de que la Virgen quería permanecer en las inmediaciones de lugar donde apareció.
"El Pocillo", el lugar donde se supone que se habría encontrado la imagen de la Virgen está al Norte, exactamente a 122 metros y sus dimensiones son 2 * 2 metros.

## La ermita
La Ermita de la Virgen de Rodelga actual data del siglo XIII. Se encuentra a poco más de 1 km de distancia del pueblo, dirección Noreste, ubicada en una zona elevada, un otero, desde la que se aprecia la inmensidad de la llanura que la circunda, además del pueblo cercano. Se da la circunstancia de que la fachada que actualmente se considera como principal mira hacia Mozoncillo. 
Es una ermita no muy grande; mide 22 metros de largo, 7,20 metros de ancho y 6,90 metros de alto. Es de una sola nave, con un coro y un altar. Prácticamente en el medio de la nave hay un arco ojival. El techo está tendido a cielo raso debido a ser inicialmente de artesonado (madera). 
El retablo barroco es del siglo XVIII es una pieza que nos indica claramente su datación, puesto que en el mismo consta el año en un letrero en el que consta escrito: "Este retablo se adornó y doró a costa de las rentas de Nuestra Señora de Rodelga y de las ofrendas y limosnas de los devotos vecinos. Año 1717". En el centro del mismo destaca, rodeada por un arco, la Virgen que es la que los cofrades y fieles sacan en procesión el día de la Fiesta. A su izquierda vemos otra imagen, de menor tamaño, conocida como "La Pequeña", que según la tradición popular, sería la imagen que se encontró en el campo.
La sacristía es de proporciones regulares, y se encuentra detrás del altar. Se caracteriza por sus paredes cubiertas de exvotos. Entre ellos, destaca el cuadro de la Santísima Trinidad de la segunda mitad del siglo XIV.
El coro es sencillo y tiene un pequeño órgano. Bajo él, en un ángulo interior se encuentra el "Carro Triunfal" en el que sacan a la Virgen en procesión. Para ello se adorna con un manto de color azul celeste, con bordado en oro, imitando a los del siglo XVIII, regalo de Dª Petronila Escorial.
No responde a un único estilo arquitectónico, puesto  si nos fijamos en su exterior aparecen características de diferentes estilos que se han ido plasmando a lo largo de su historia. Presenta tres amplias ventanas de arco de medio punto, característica propia de un románico de transición. 
La entrada principal está orientada al Oeste y la podemos identificar gracias a su pequeño pórtico. Es abocinada, con arcos sostenidos por columnas, propias del arte románico. Esta entrada solamente se abre el  Día de la Virgen de Rodelga, el 6 de junio.
No se sabe con certeza la localización de la primitiva ermita. Existen dos versiones al respecto las cuales no están constatadas documentalmente con fuentes históricas fiables:
- la localización de la ermita con anterioridad a la aparición de la imagen de la Virgen respondería a que realmente existiera en tal punto una iglesia o "cuasi parroquia" de pueblo o aldea
- tras haberse encontrado la imagen de la Virgen se habría levantado la ermita en su honor

## La Cofradía
Al Oeste de la ermita se ubica la Casa de la Cofradía de Rodelga y, junto a ella, el Pozo de la Virgen, de 10 metros de profundidad, el que ofrece abundante agua potable. 
Aunque la fecha de la aprobación de la constitución de la Cofradía de Rodelga es en 1753, se cree que sus orígenes son anteriores.

## La imagen de la Virgen de Rodelga.
En el retablo de la ermita se encuentran dos imágenes de la Virgen: la del centro, más grande, que es la que se saca en procesión y la de la izquierda, más pequeña, que según la tradición sería la que se encontró. Sin embargo, la realidad y las evidencias nos demuestran lo contrario. La imagen grande, sedente, data del siglo XIV, de estilo gótico, tallada en madera policromada. La más pequeña es posterior, puesto que data del siglo XVI, y se correspondería con las imágenes que en este siglo se realizaban para ser vestidas.
Aun así, la imagen central no es la que se originalmente se descubrió fortuitamente, puesto que debería ser anterior al siglo XIII y su estilo arquitectónico la identifica, inconfundiblemente, como del siglo XIV.
La devoción a esta imagen ha generado el nombre femenino de Rodelga.